# Wallfahrtskapelle Maria Hilf (Beselich)
Koordinaten: 50° 27′ 2,7″ N, 8° 8′ 31,4″ O
Die Kapelle Maria Hilf ist eine römisch-katholische Wallfahrtskapelle auf dem Beselicher Kopf in der gleichnamigen hessischen Gemeinde Beselich im Landkreis Limburg-Weilburg. Sie wurde erbaut und benediziert im September 1767 und ist eine bedeutende Wallfahrtsstätte in der heimischen Region. Seit Herbst 1802 bis zum Jahresende 2019 gehörte sie zur katholischen Kirchengemeinde St. Ägidius Beselich-Obertiefenbach im Bistum Limburg,  seit Jahresanfang 2020 gehört sie zur Kirchengemeinde St. Johannes Nepomuk Hadamar.
Die sieben Kapellen-Bildstöcke am Stationsweg im Wald von Obertiefenbach, die nach Art eines Kreuzwegs an die sieben Schmerzen Mariens erinnern (Via matris), gehören seit ihrer Fertigstellung im Jahr 1877 zu dem Ensemble der Wallfahrtskapelle.

## Geografische Lage
Der Beselicher Kopf, auf dessen Kuppe die Kapelle steht, ist mit 296 m die höchste Erhebung in der Gemeinde Beselich am Rande des Limburger Beckens. Er liegt landschaftlich reizvoll in zentraler Lage dieser Gemeinde, die am 30. Dezember 1970 durch den Zusammenschluss von vier ehemals selbstständigen Gemeinden entstand und ihm ihren Namen verdankt. Die Kapelle ist über die beiden Straßen zwischen den Beselicher Ortsteilen Obertiefenbach und Schupbach sowie Niedertiefenbach und Schupbach erreichbar. Neben der Wallfahrtskapelle liegt die denkmalgeschützte Klosterruine Beselich mit dem landwirtschaftlich genutzten ehemaligen Klosterhof.

## Geschichte

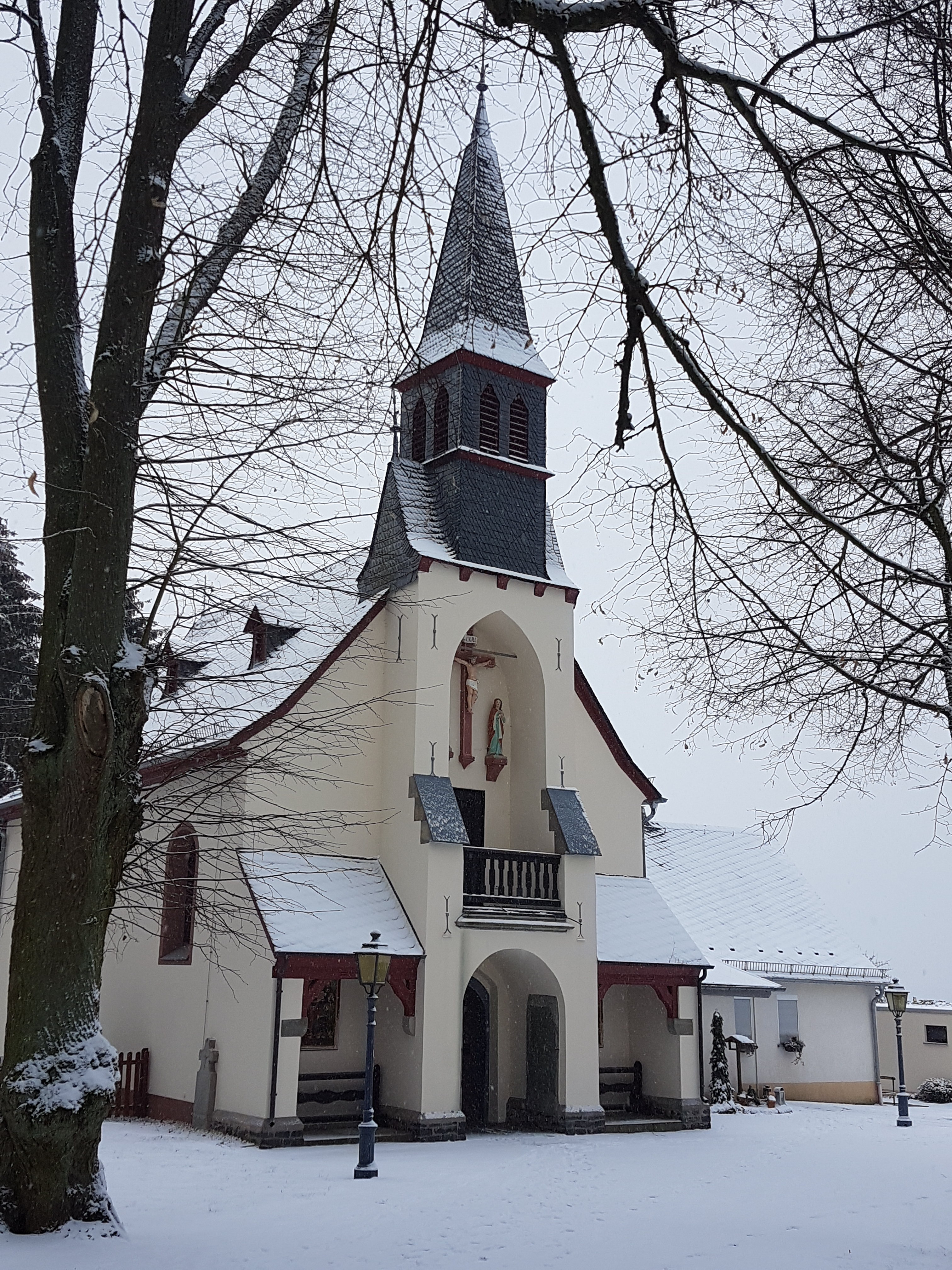
Die Kapelle im Januar 2019

Die Kapelle ‒ zu Ehren der Vierzehn Nothelfer benediziert ‒ verdankt ihren Ursprung der Initiative eines Franziskaner-Eremiten, des Ordensbruders Leonhard (bürgerlicher Name: Georg Niederstraßen). Er wurde 1709 geboren und baute nach einem ausgedehnten Wanderleben in der Nähe des ehemaligen Klosters Beselich zunächst 1763 ein Einsiedlerhäuschen. Im folgenden Jahr legte Pfarrer Johannes Schuld aus Obertiefenbach den Grundstein zu der Kapelle. Das Baugelände stellten die Eigentümer, der Fürst von Salm und der Graf von Westerloo, zur Verfügung. Finanziert wurde der Kapellenbau durch Schenkung des Baumaterials von der Gemeinde Obertiefenbach und durch einige großzügige Geldspenden. Mit tatkräftiger Unterstützung der Bevölkerung aus Obertiefenbach wurde die Kapelle erstellt und am 8. September 1767 vom Obertiefenbacher Pfarrer Löhr nach dem Wunsch von Niederstraßen auf den Namen Maria Hilf und zu Ehren der heiligen Vierzehn Nothelfer gesegnet.

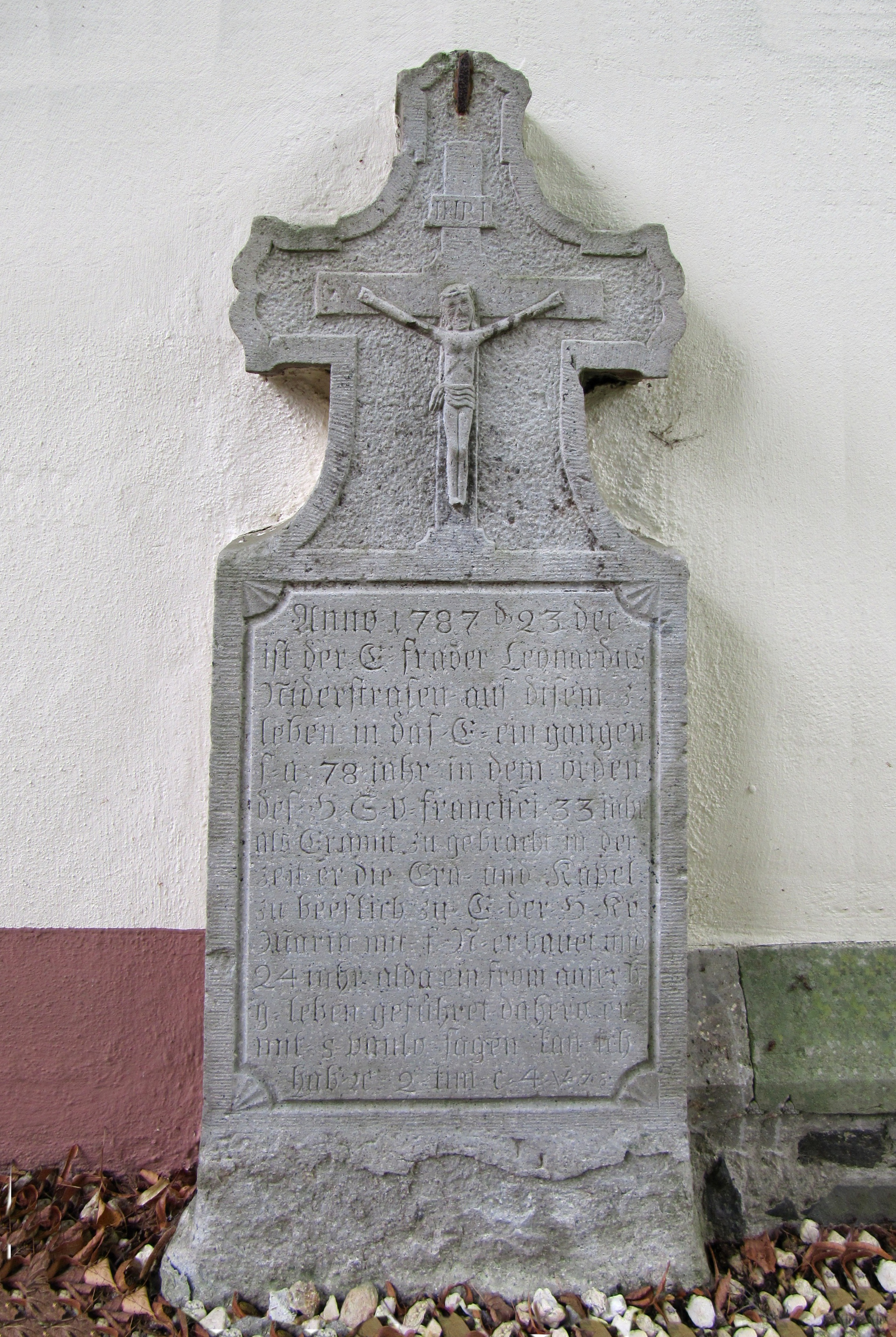
Grabstein des Eremiten Leonhard an der Außenseite

Im Jahr 1768 wurde der Kapelle vom Heiligen Stuhl ein vollkommener Ablass gewährt, der von den Gläubigen am Fest Mariä Geburt (8. September) erlangt werden konnte,  1786 auf das Fest Mariä Himmelfahrt (15. August) verlegt. 1769 erhielt Beselich einen Ablass durch den Provinzial der Eremitenprovinz. Im Koblenzer Eremitenkapitel wurde  Georg Niederstraßen der Ordensname Leonhard gegeben, und er wurde im Jahr 1770 von Beauftragten dieses Kapitels feierlich in Beselich als Eremit eingesetzt. Niederstraßen starb am 23. Dezember 1787 in Beselich; sein Grabstein befindet sich an der Außenseite der Kapelle.
In der Folgezeit war die Marienkapelle Beselich nicht nur Wallfahrtskapelle, sondern auch Zufluchtsstätte für eine Reihe vertriebener Ordensgeistlicher, die infolge politischer Veränderungen und der Säkularisation ihre Wirkungsstätten verlassen mussten. Die Prozessionen zur Wallfahrtskapelle, die an verschiedenen christlichen Feiertagen stattfanden, gingen zunächst von Obertiefenbach aus. Später wurden sie, teilweise mit abschließender Predigt von der Außenkanzel der Kapelle, auch von vielen verschiedenen katholischen Pfarreien aus der Umgebung durchgeführt und bis heute beibehalten. In den Jahren 1815 bis 1848 waren Wallfahrten verboten. Lediglich die Prozessionen am Markustag und den Bitttagen sowie die Fronleichnamsprozession innerhalb der Gemarkung wurden geduldet. Der Bischof von Limburg Peter Joseph Blum, suchte in der Zeit des Kulturkampfes kurz vor seiner Flucht ins Exil im Jahr 1876 die Kapelle Beselich auf und kniete vor dem Gnadenbild nieder, um zu beten. Beim Verlassen der Marienkapelle lauteten seine Abschiedsworte: „Erhaltet mir Beselich!“.
Im Jahr 1984 wurde der „Freundeskreis zur Erhaltung der Kapelle Beselich“ gegründet, der sich zur Aufgabe gemacht hat, in enger Abstimmung mit der Katholischen Kirchengemeinde Obertiefenbach, die Kapelle und den Betweg mit seinen sieben Kapellchen instand zu halten. Die Kapelle wurde im Jahr 2002 durch Spenden der Bevölkerung und mit Unterstützung des Bistums Limburg innen renoviert und größtenteils im ursprünglichen Zustand wiederhergestellt. Eine Neueindeckung des Kirchendaches erfolgte im Frühjahr 2013.
Das Jubiläumsfest zum 250-jährigen Bestehen der Kapelle fand im September 2017 unter Mitwirkung des Limburger Bischofs Georg Bätzing und mehr als tausend Besuchern statt. Vorher hatte die Kapelle einen neuen Außenanstrich erhalten.

## Architektur

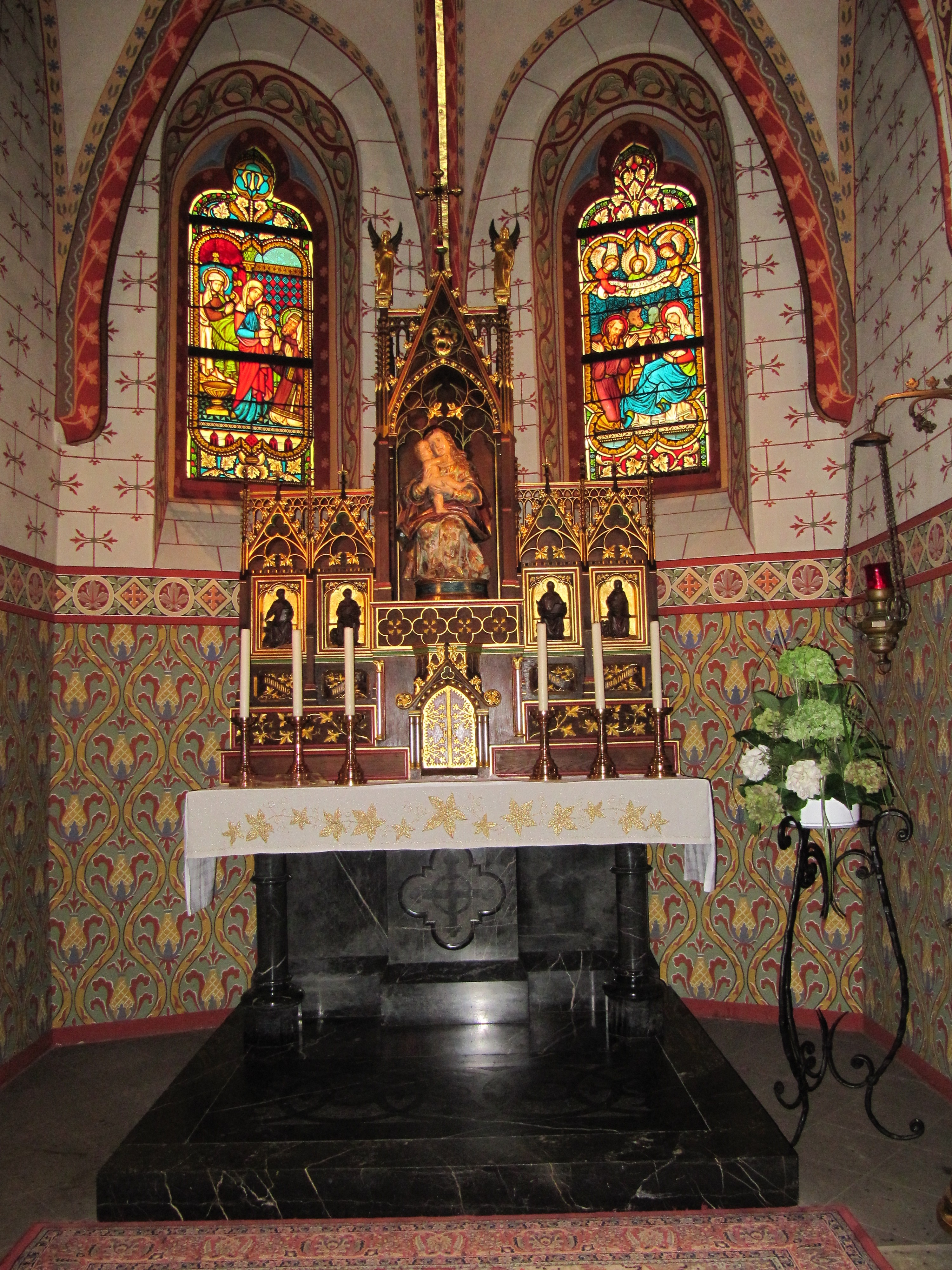
Marmoraltar mit Altarfenster; im Mittelpunkt Maria mit dem Jesuskind

Die Kapelle ist eine Hallenkirche mit einem geschieferten Kirchturm mit drei Glocken über dem Eingang. In den Turm ist eine große Außenkanzel für Predigten integriert. Beidseitig neben dem Haupteingang sind zwei Nischen mit geschieferten Vordächern. An den Außenwänden stehen mehrere Statuen, eine Darstellung der Heiligsten Dreifaltigkeit sowie Jesus und Maria mit ihren Vorfahren. Darüber hinaus ist eine große Anzahl von meist aus Marmor bestehenden Votiv- und Danktafeln angebracht.
Direkt an die Kapelle angebaut ist ein Satteldachhaus, das als Küsterwohnung dient.

## Ausstattung
Im Chorraum steht ein Marmoraltar, auf dem in der Mitte die Gottesmutter Maria mit dem Jesuskind dargestellt ist. Die Skulptur wird flankiert von Darstellungen der vier Evangelisten.  Die beiden Altarfenster zeigen rechts die Geburt Christi (Lk 2,1-7 ) und links die Darstellung Jesu im Tempel von Jerusalem (Lk 2,25-38 ).
An den beiden Frontseiten des Kirchenschiffs neben dem eingezogenen Chor  sind die Figuren der Vierzehn Nothelfer angebracht.
Die historische Kommunionbank mit neogotischem Blattwerkornament aus dem Anfang der 1880er-Jahre schließt den Chorraum ab. Auf der über eine Holztreppe zu erreichenden Empore steht die Orgel.

## Orgel
Die erste Orgel der Kapelle wurde am 15. Mai 1994 in Dienst gestellt. Es war ein über 300 Jahre altes barockes Instrument, das von Elsoff–Mittelhofen im Westerwaldkreis in die Kapelle überführt wurde. Der Orgelbauer Hans Peter Mebold hatte 1992/1993 das auf dem Dachboden der dortigen Kapelle aufgefundene Werk restauriert.

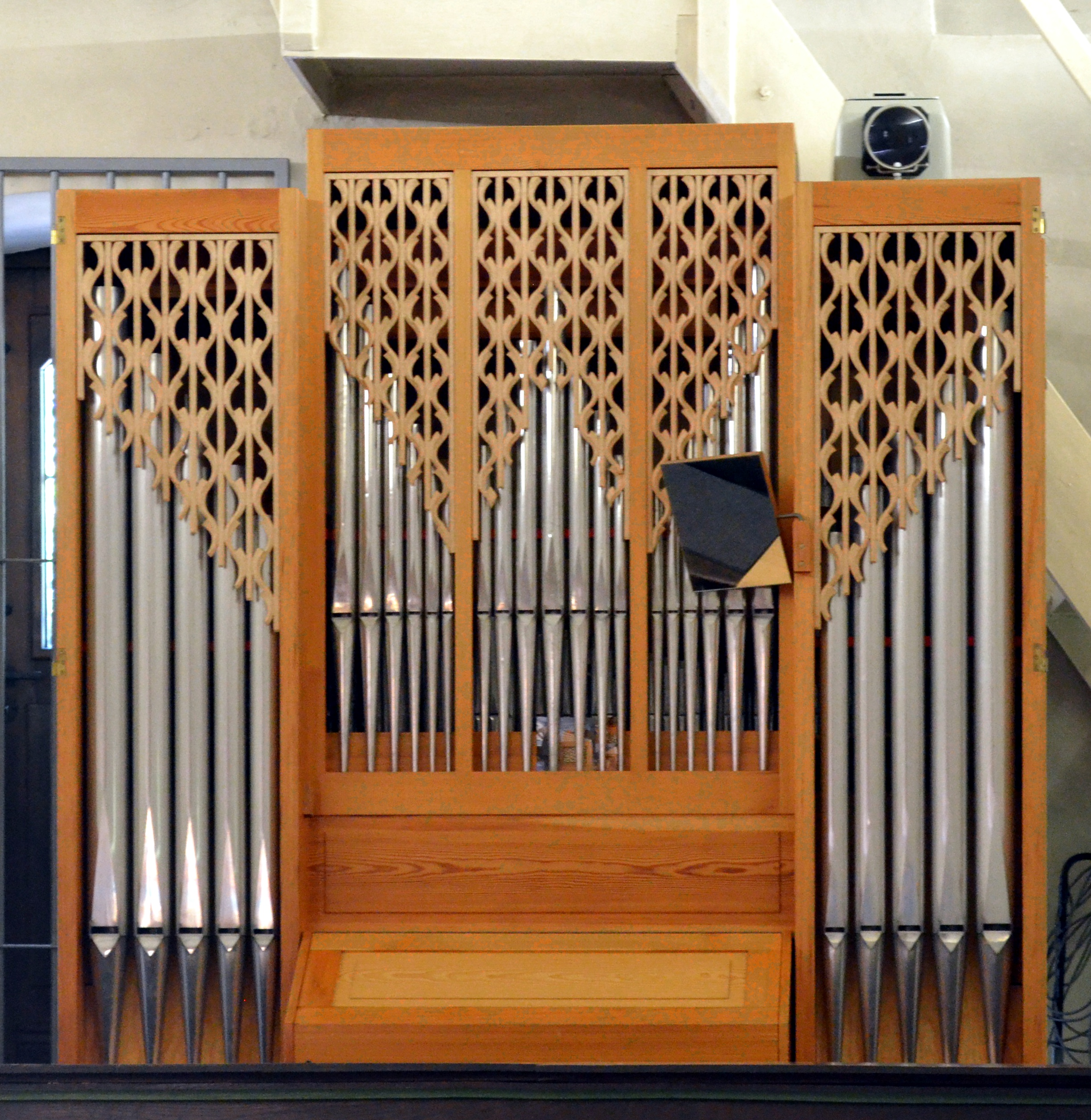
Pfeifenorgel des Orgelbauers Schmid

Die heutige Orgel wurde 1990 von Gerhard Schmid erbaut und über den Instrumentenhandel Ladach in Wuppertal beschafft. Aufstellung und Intonation führte die Erbauerwerkstatt durch, die Weihe fand in einer feierlichen Zeremonie am 11. Mai 2014 statt. Sie ist mit Wechselschleifen ausgestattet und verfügt über sieben Register, die auf zwei Manuale und Pedal verteilt sind. Die Disposition lautet wie folgt:
| I Manual C–g3 |             |    |
| 1.            | Gedackt     | 8′ |
| 2.            | Prinzipal   | 4′ |
| 3.            | Rohrflöte   | 4′ |
| 4.            | Kleinpommer | 2′ |
| 5.            | Sifflöte    | 1′ |

| II Manual C–g3 |             |            |
|                | Gedackt     | 8′ (aus I) |
|                | Prinzipal   | 4′ (aus I) |
|                | Rohrflöte   | 4′ (aus I) |
|                | Kleinpommer | 2′ (aus I) |
| 6.             | Quinte      | 2 ⁄3′      |
|                | Tremulant   |            |

| Pedal C–f1 |        |     |
| 7.         | Subbaß | 16′ |

- Koppeln: I/P, II/P

## Heutige Nutzung
Im Inneren der Wallfahrtskapelle ist auf den Kirchenbänken Platz für etwa 100 Personen. Bei den Abschlussgottesdiensten der Wallfahrten wird der gepflasterte, von einer kleinen Parkanlage umsäumte Vorplatz genutzt. Hierbei versammeln sich meist mehrere hundert Gläubige.
Die Marienkapelle ist täglich das Ziel vieler Pilger und Beter. In den Monaten Mai bis August finden jeweils am ersten Sonntag des Monats und am letzten Sonntag im September um 10:45 Uhr eine Eucharistiefeier und um 17:00 Uhr eine Marienandacht statt. Zum Gebet ist die Kapelle ganzjährig geöffnet. Auch die Kapellchen werden teilweise in die Wallfahrten einbezogen. Die zahlreichen Votiv- und Danktafeln im Altarraum zeugen von der inneren Überzeugung, dass die Gottesmutter half. Oft wird die Kapelle wegen ihrer reizvollen Lage und anheimelnden Atmosphäre als Ort von Eheschließungen gewählt. Hier finden im Rahmen vieler Jahrgangstreffen begleitende Gottesdienste statt.

## Stiftung für den Erhalt der Kapelle

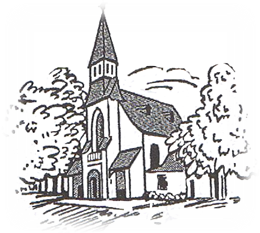
Logo der Stiftung

Im Oktober 2012 erkannte das Regierungspräsidium Gießen die rechtsfähige kirchliche Stiftung Wallfahrtskapelle Maria Hilf Beselich an, nachdem das Bischöfliche Ordinariat Limburg die Genehmigung zur Errichtung erteilt hatte. Damit wird die Unterhaltung der Kapelle dauerhaft gesichert werden können.
Das Stiftungsziel ist die Förderung der Religion und des römisch-katholischen Glaubens sowie seine öffentliche Bekundung. Dies soll verwirklicht werden durch Unterstützung, Förderung und Unterhaltung der Kapelle, der dazugehörenden sieben Kapellchen und des Betweges, der Pflege der liturgischen Gegenstände, einschließlich der Paramente und Ausstattung der Kapellchen, Unterhaltung und Erneuerung der Orgel und Pflege der Wallfahrtstradition für dieses Ensemble.
Damit das Stiftungsziel dauerhaft erreicht werden kann, sind engagierte Menschen nötig, aber auch ein sicheres finanzielles Fundament. Die finanzielle Unterstützung ist in Form einer Spende möglich, die steuerlich geltend gemacht werden kann. Es besteht auch die Möglichkeit einer Zustiftung. Hierbei bleibt der zugewandte Betrag als Stiftungskapital erhalten; die daraus entstehenden Zinserträge dienen dem Stiftungszweck.
Die Einweihung der Orgel im April 2014 ist der erste Höhepunkt in der jungen Geschichte der Stiftung. Durch großzügige Spenden, Zuschüsse und Finanzerträge wurden die notwendigen Mittel für diese Pfeifenorgel des Orgelbauers Gerhard Schmid, einen Schrank und einen Liedanzeiger im Wert von über 40000 Euro aufgebracht, ohne das Stiftungsvermögen anzutasten. In den Folgejahren wurden die Sanitäranlagen wetterfest gestaltet und den Erfordernissen bei Außenanlagen angepasst. Im Jubiläumsjahr 2017 erfolgte ein kompletter Außenanstrich der Kapelle. Im Frühjahr 2020 wurde die historische Kommunionbank restauriert. Im Sommer 2023 wurden die beiden Relieftafeln in den überdachten Nischen an der Frontseite der Wallfahrtskapelle von einer Kölner Restaurierungswerkstatt konserviert und restauriert.

## Besondere Ansichten

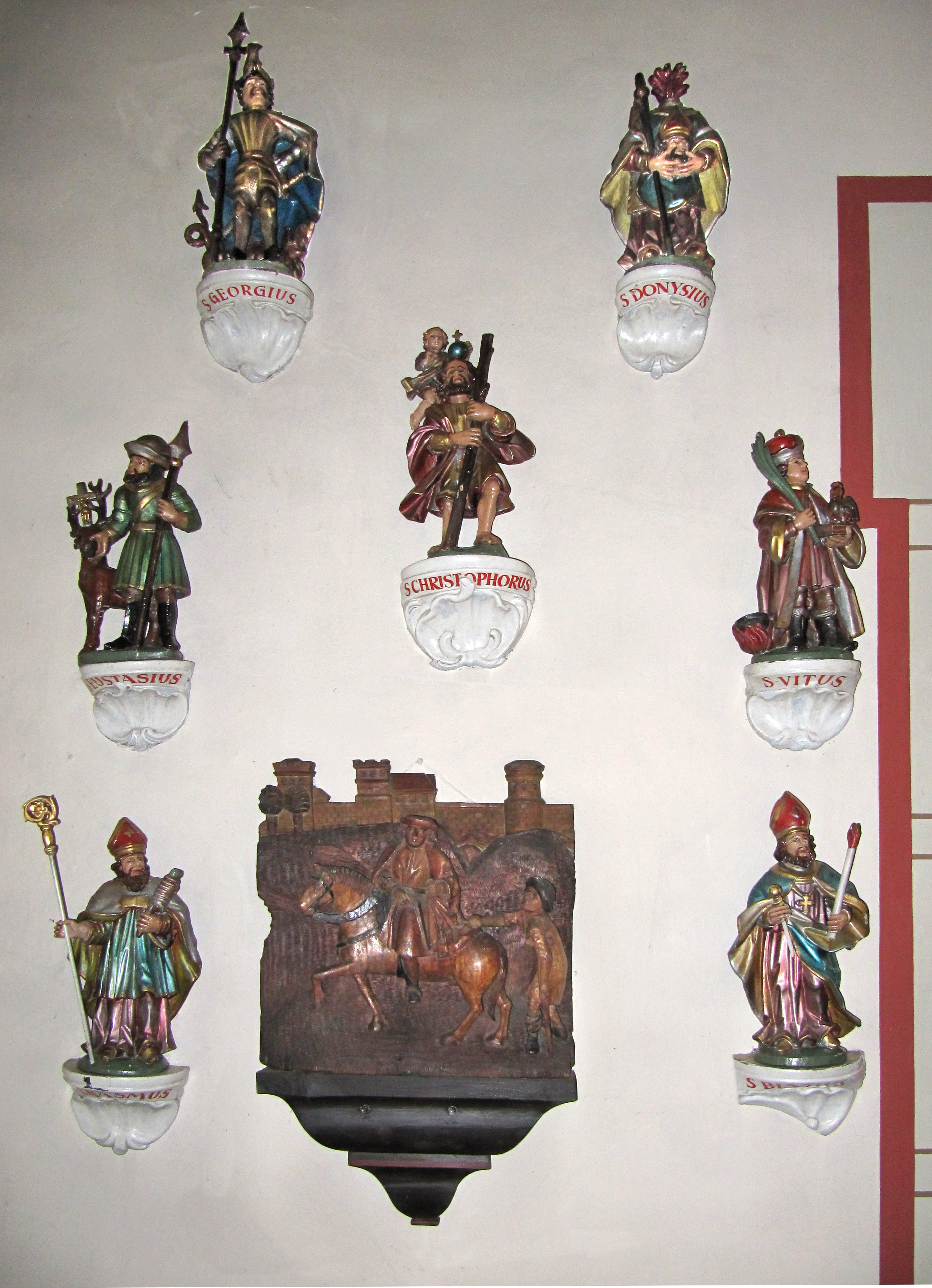
Sieben Nothelfer mit dem hl. Martin
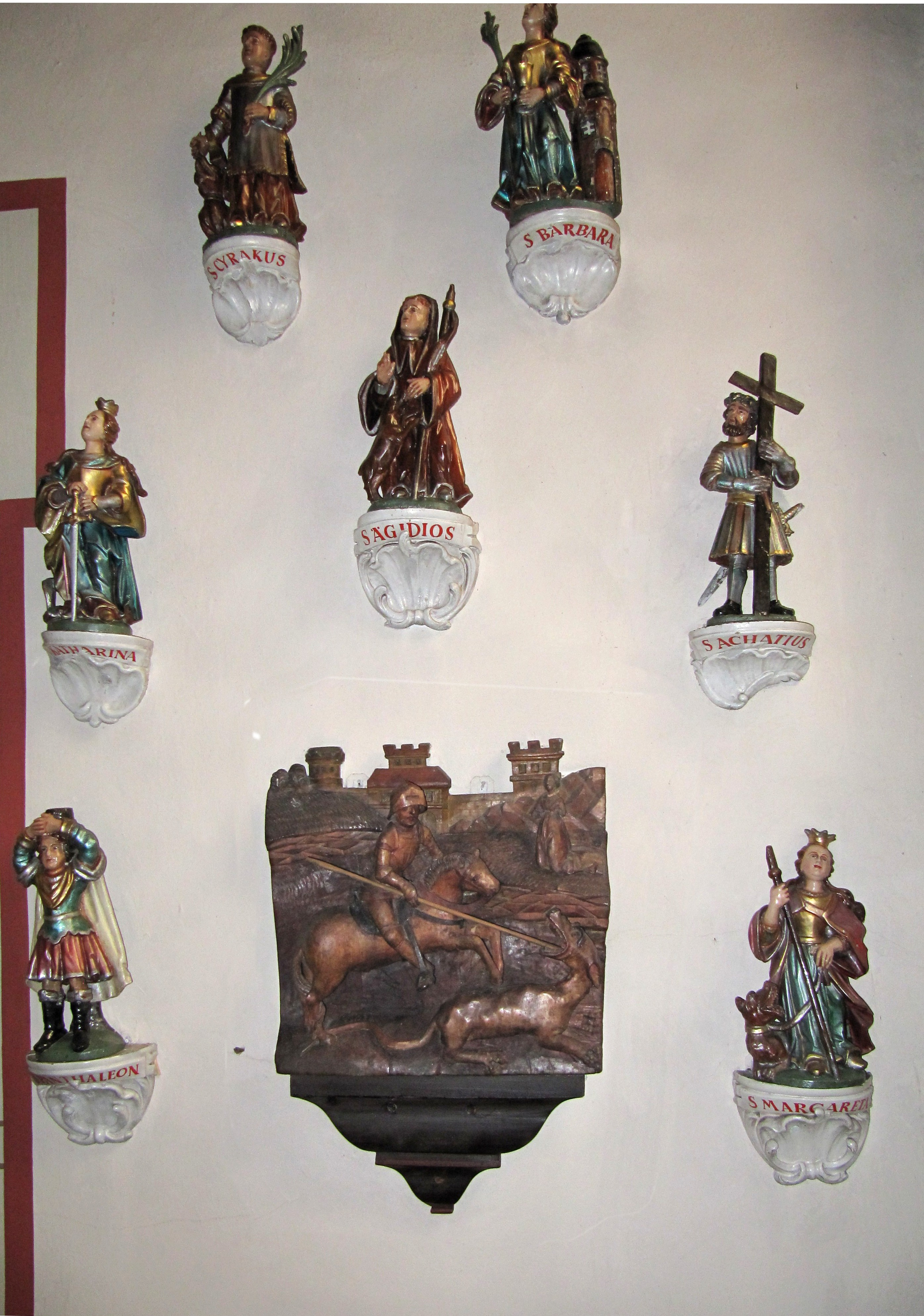
Sieben Nothelfer mit dem hl. Georg
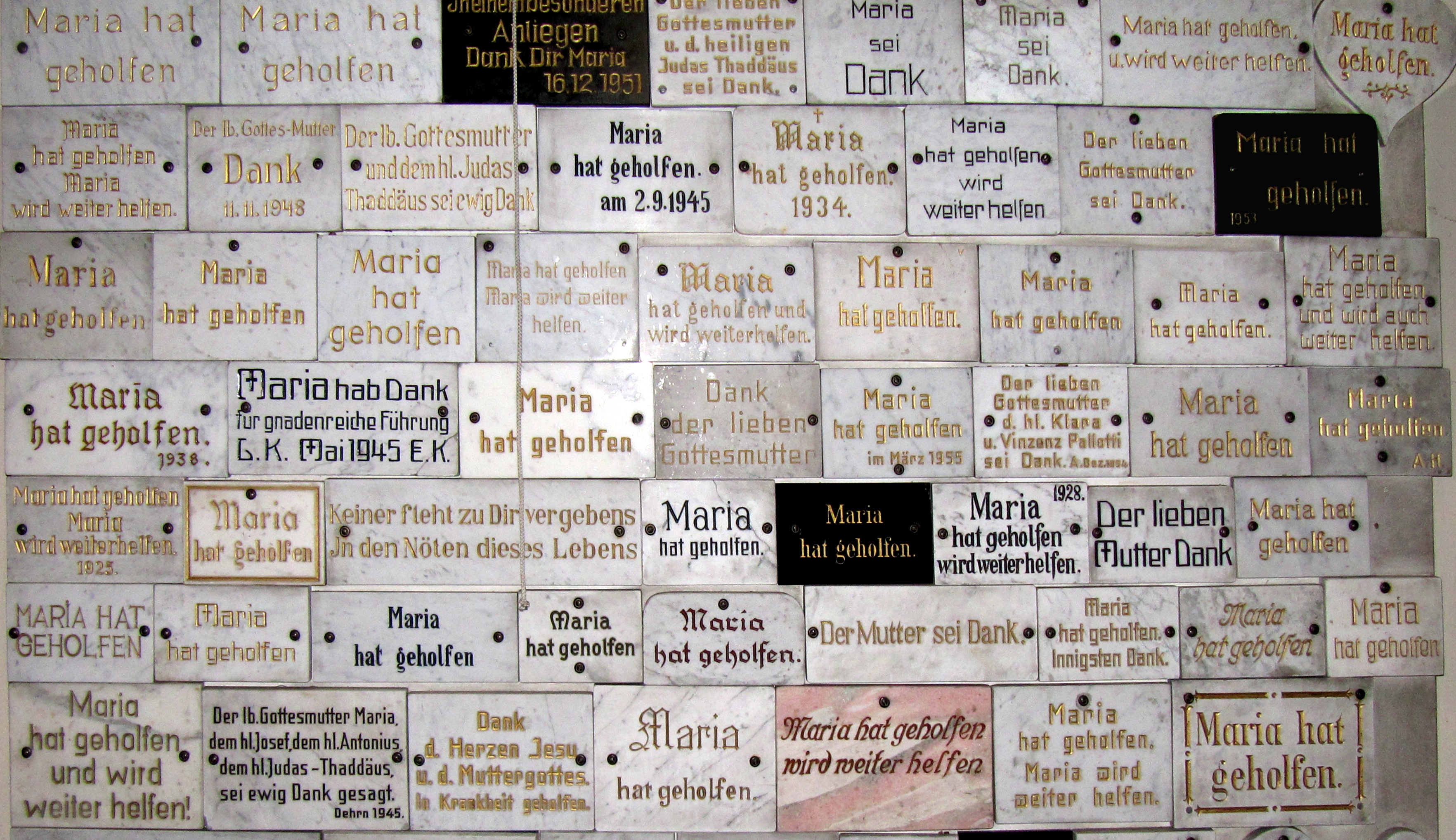
Votiv- und Danktafeln
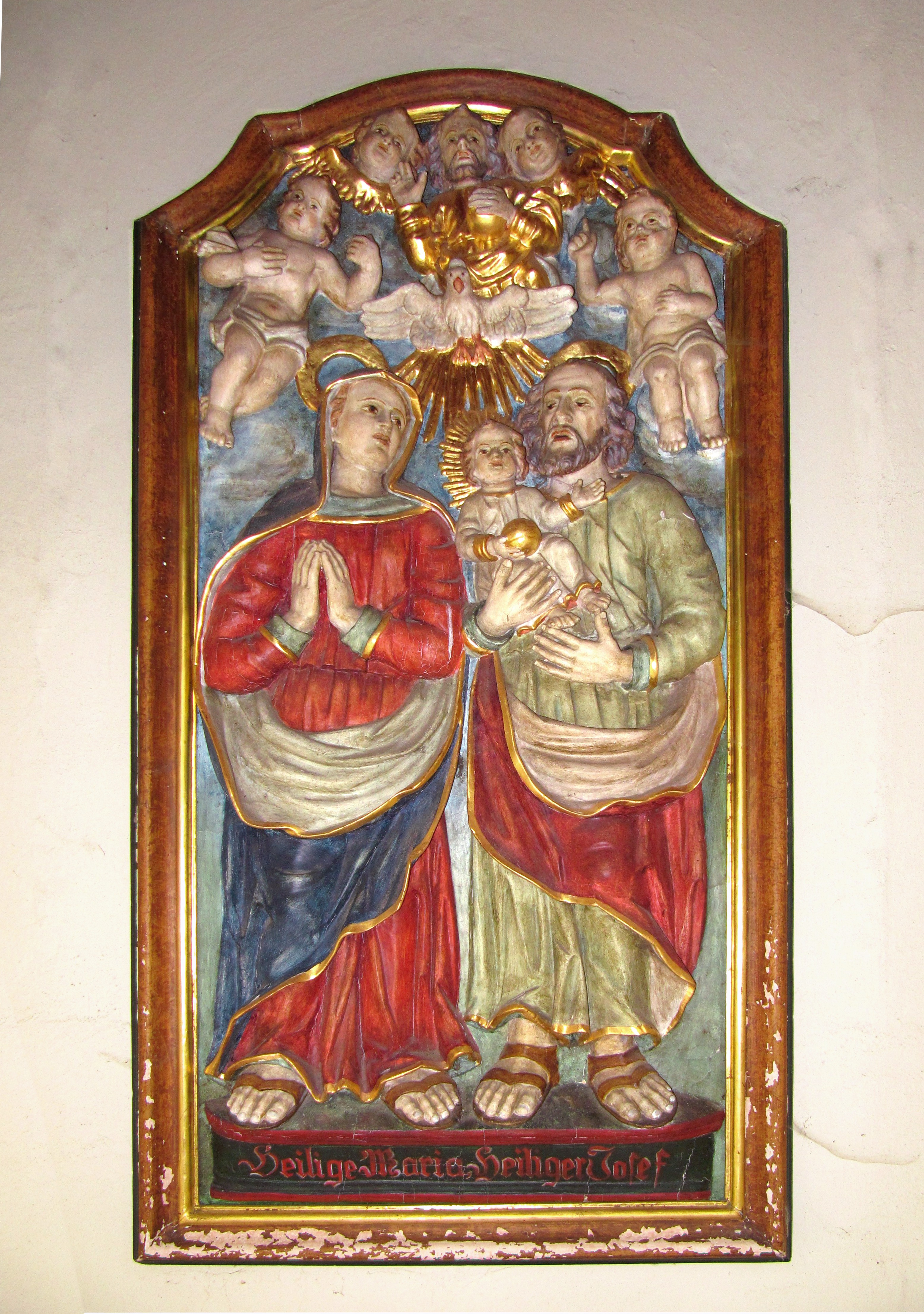
Holzrelief: Maria und Josef mit dem Jesuskind
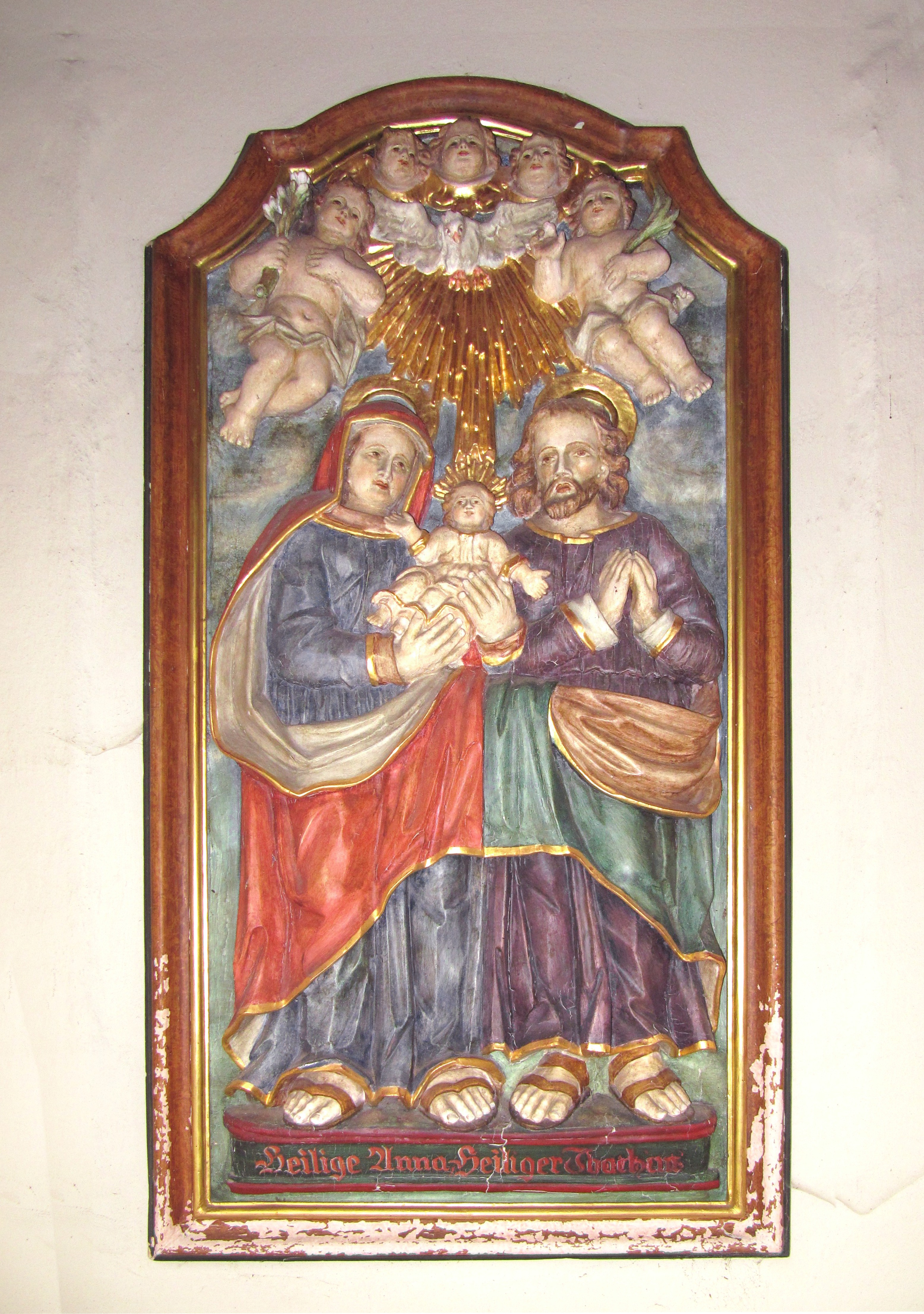
Holzrelief: Joachim und Anna mit Maria als Kleinkind
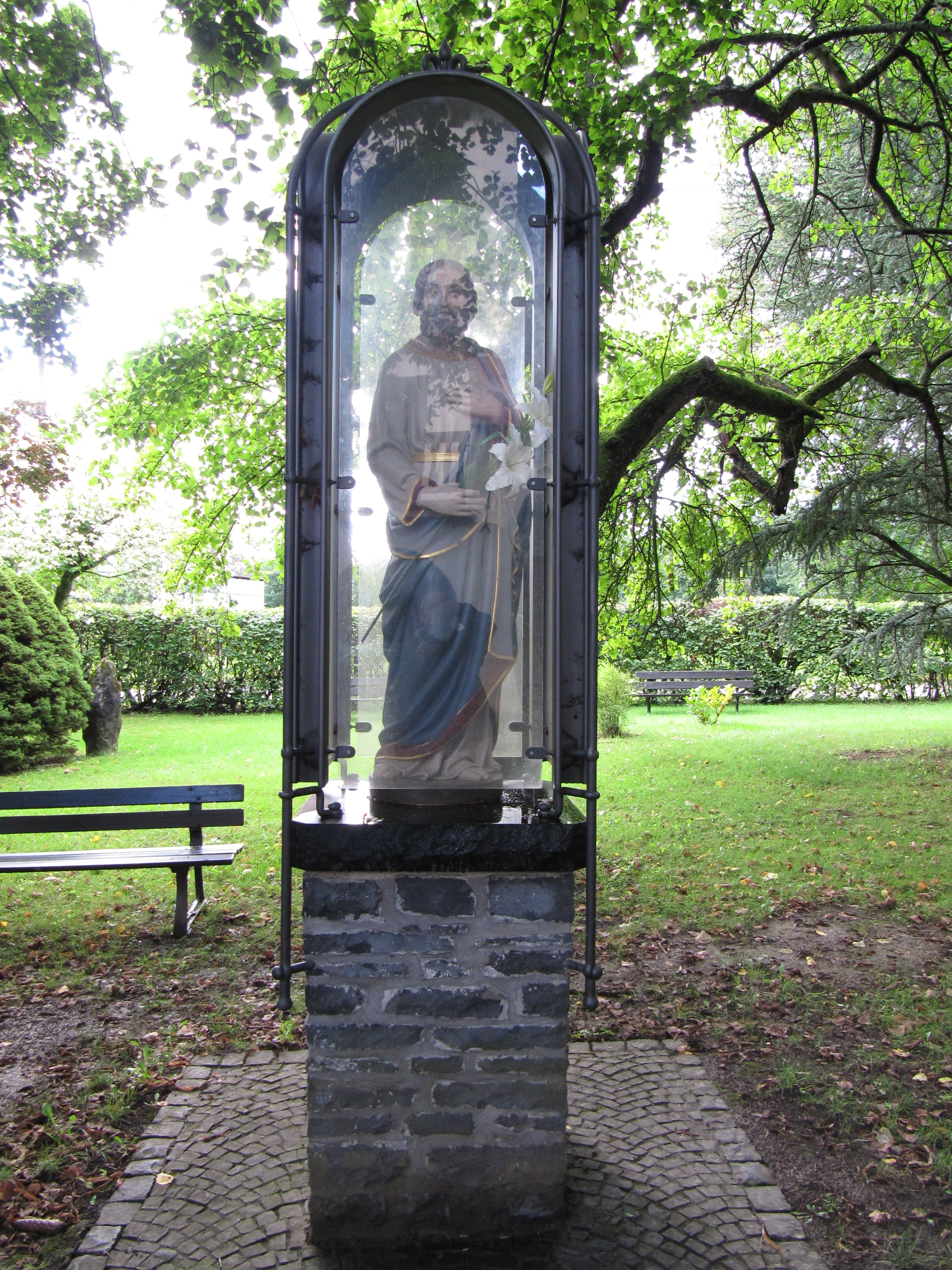
Statue des hl. Josef auf dem Vorplatz

## Stationsweg zum Gedächtnis der Schmerzen Mariens
Zur Kapelle führt ein Stationsweg (Betweg, Prozessionsweg) mit Darstellungen der sieben Schmerzen Mariens, jeweils in einem kapellenähnlichen Bildstock. Beter können allein oder in der Gruppe den einzelnen Stationen dieses Weges folgen und dabei die dargestellten Ereignisse im Leben der Maria betend nachvollziehen.

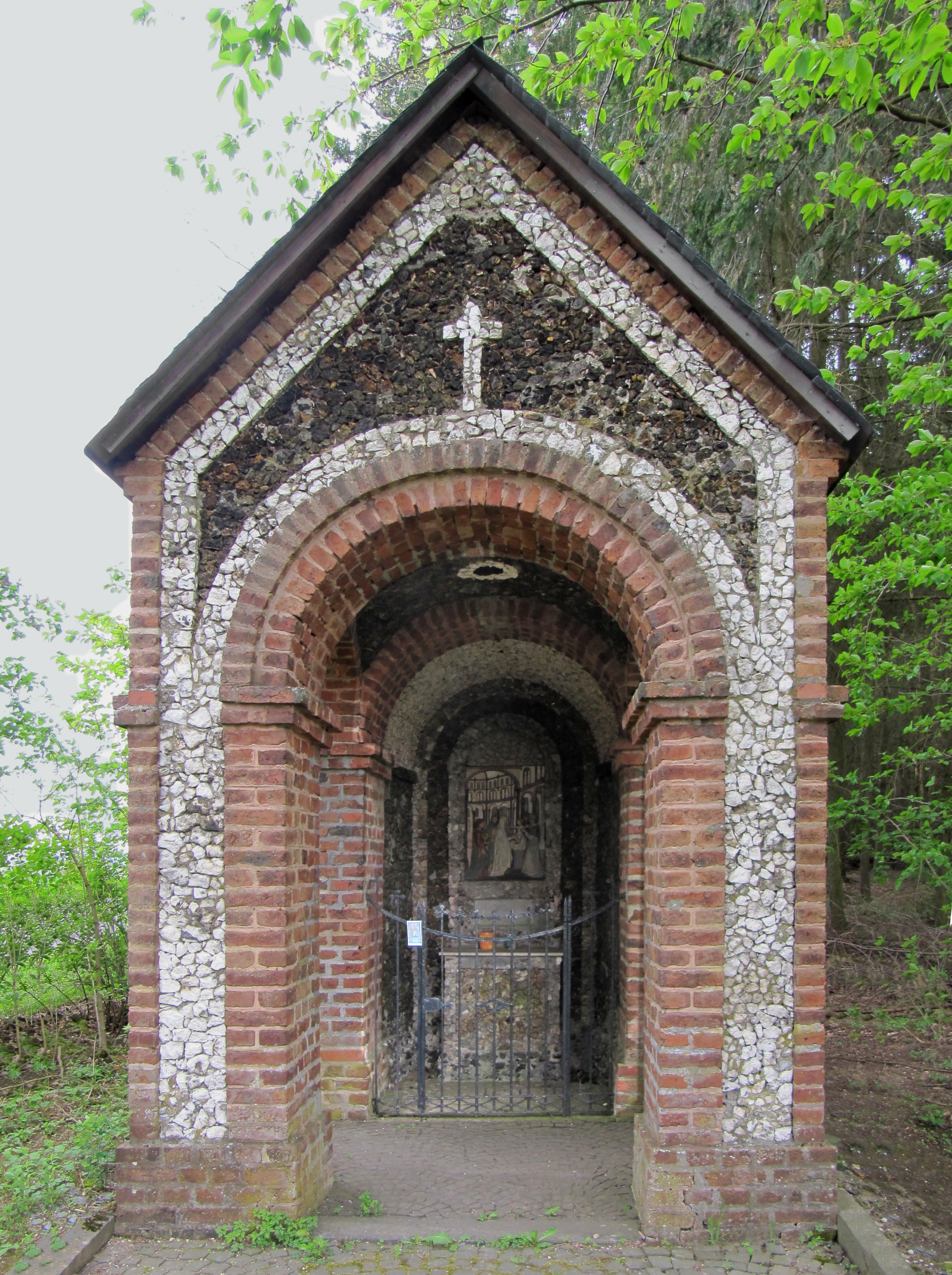
Erster Bildstock: „Prophezeiung Simeons“
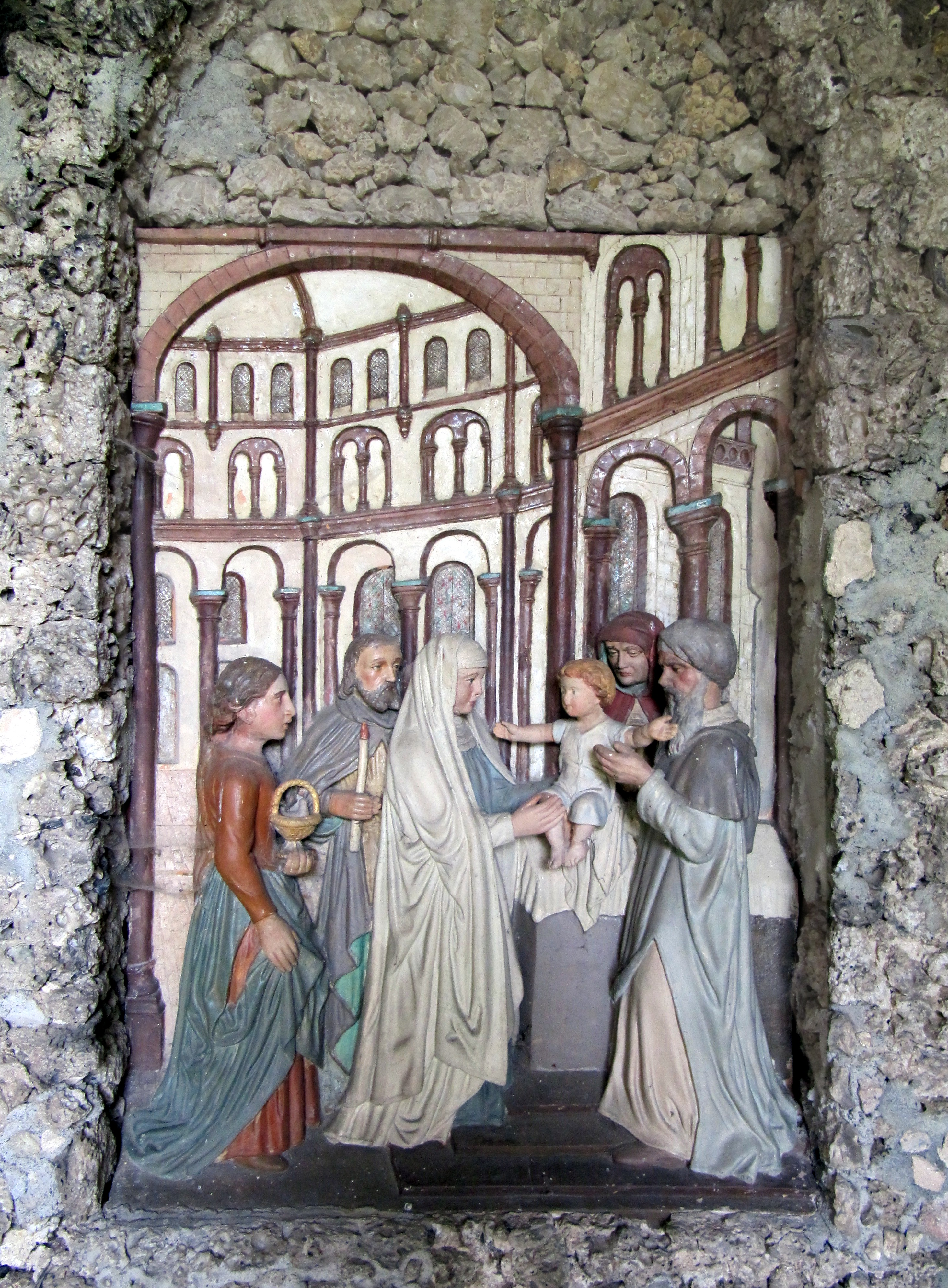
1. „Prophezeiung Simeons“: „Deine Seele wird ein Schwert durchdringen“ (Lk 2,34–35 EU)
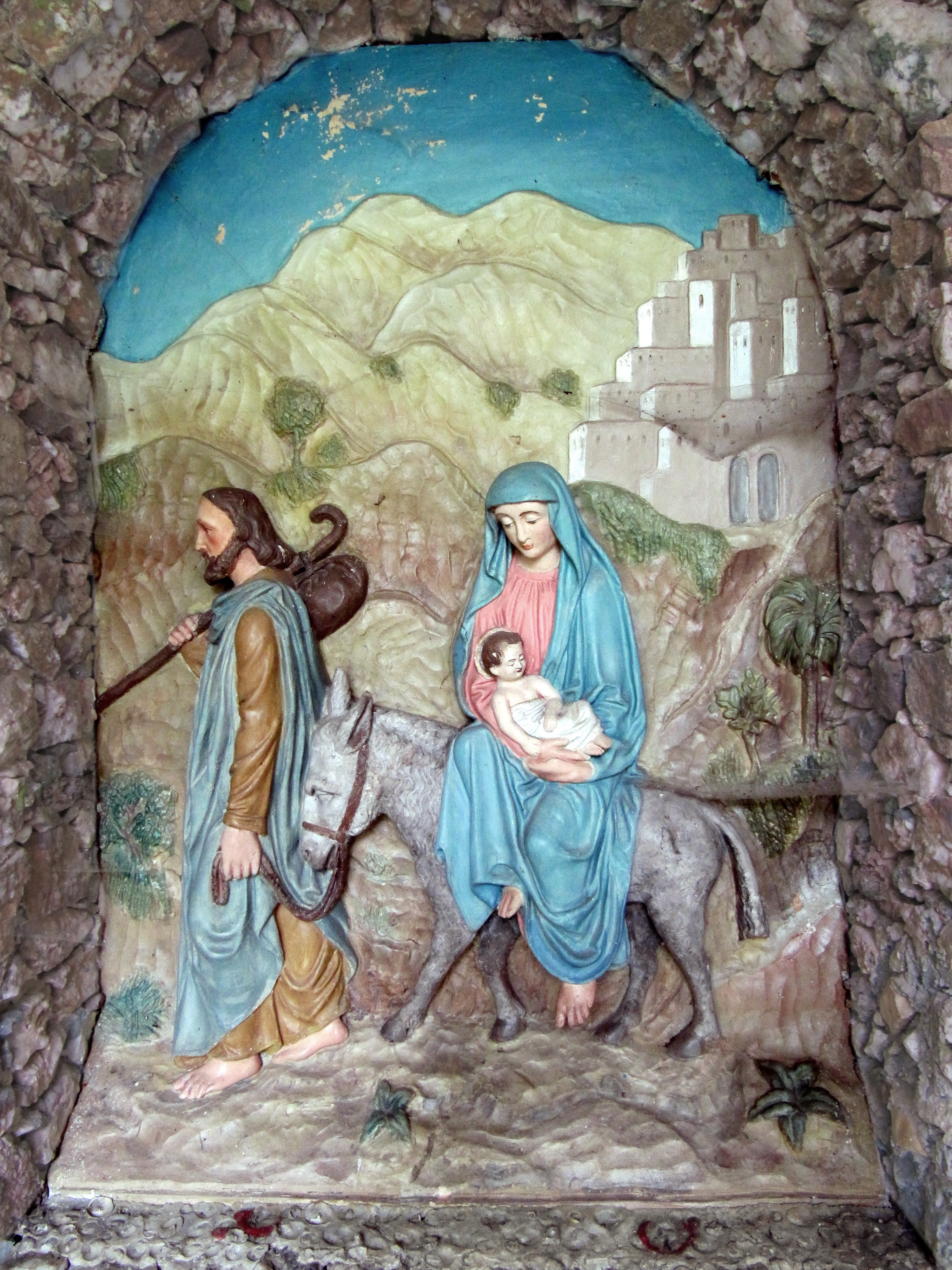
2. „Die Flucht nach Ägypten“ (Mt 2,13–15 EU)
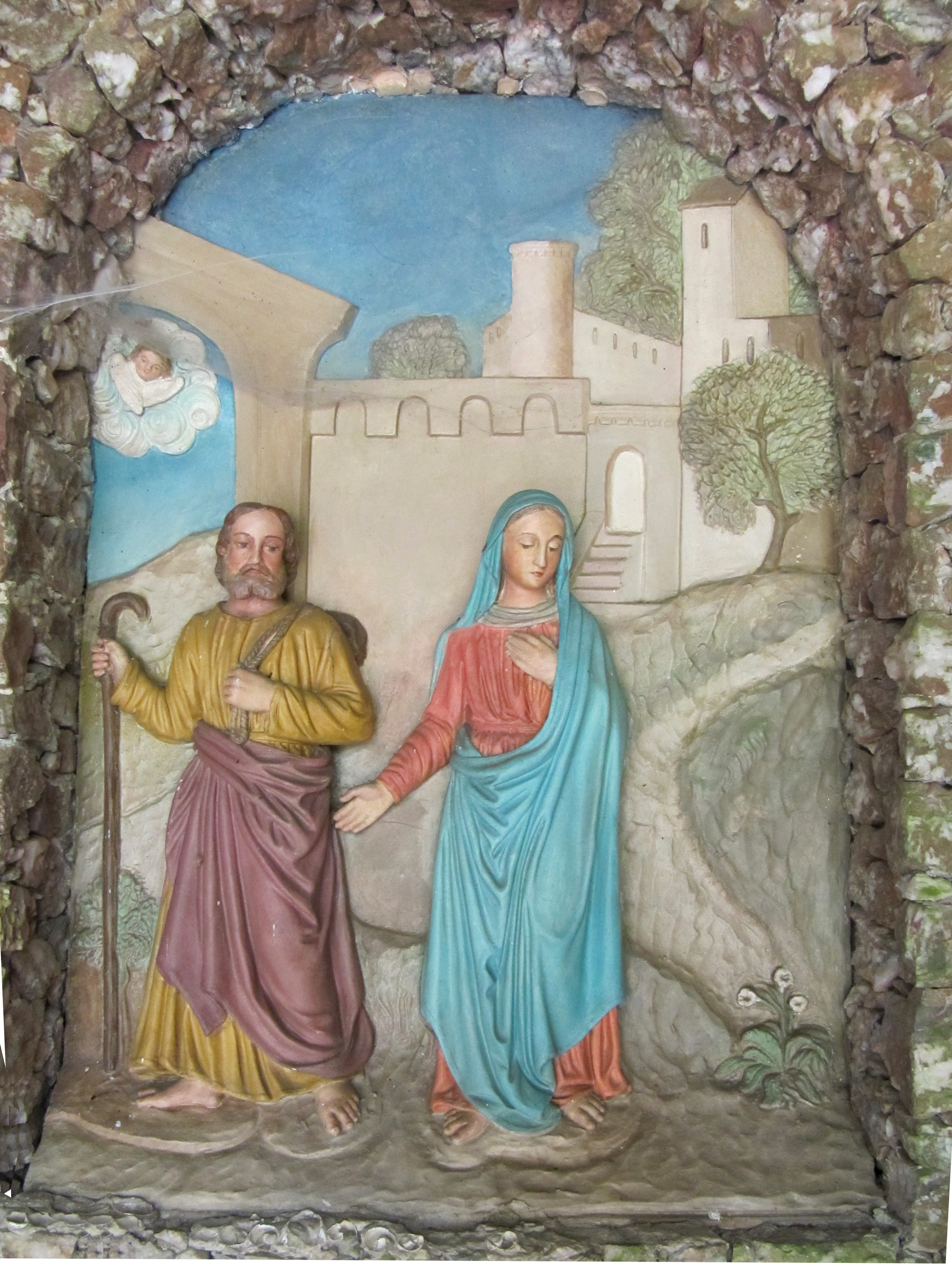
3. Die Sorge um den zwölfjährigen Jesus in Jerusalem (Lk 2,43–45 EU)
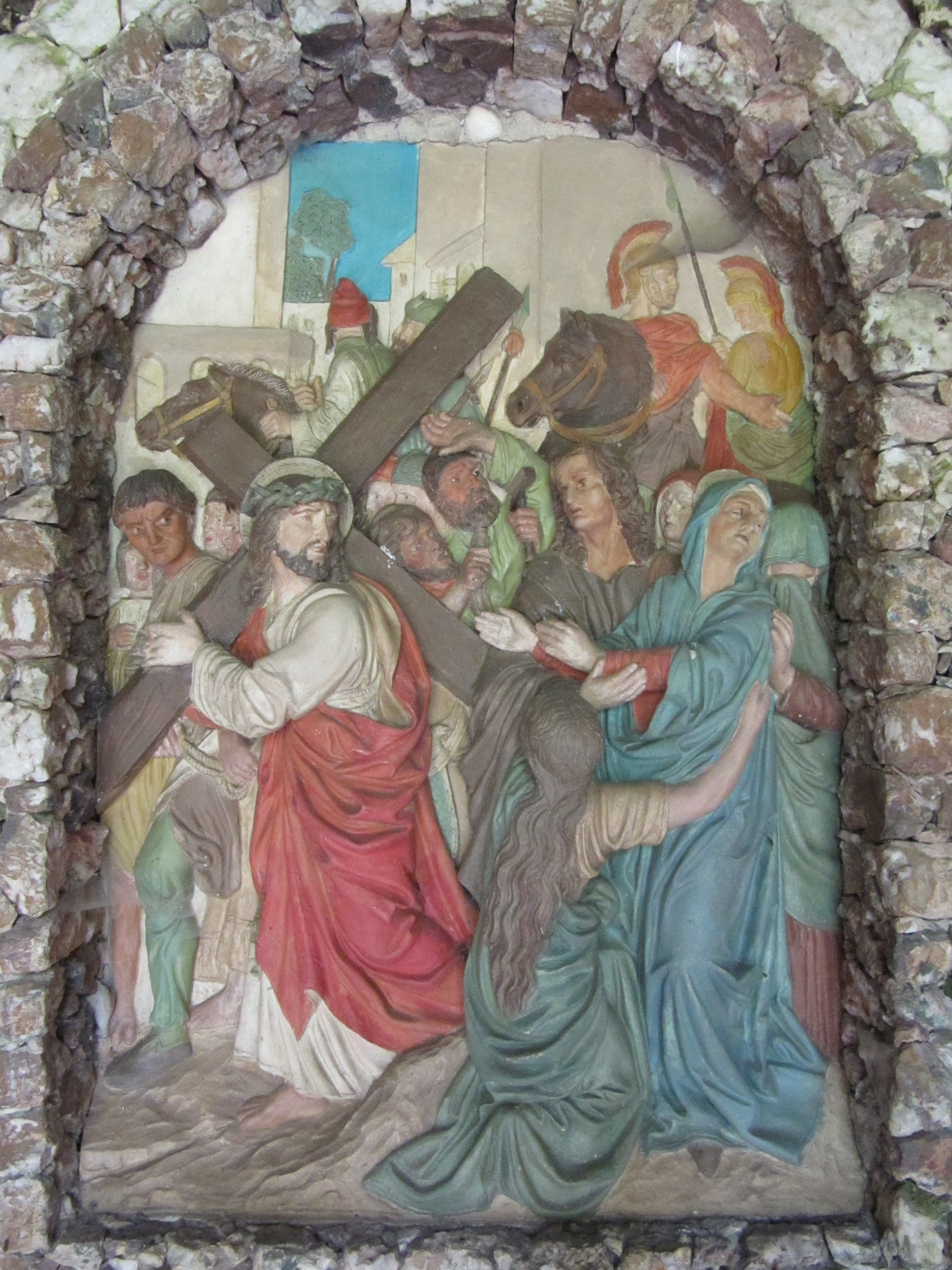
4. „Die Begegnung von Mutter und Sohn auf dem Kreuzweg“ (unbiblische Szene)
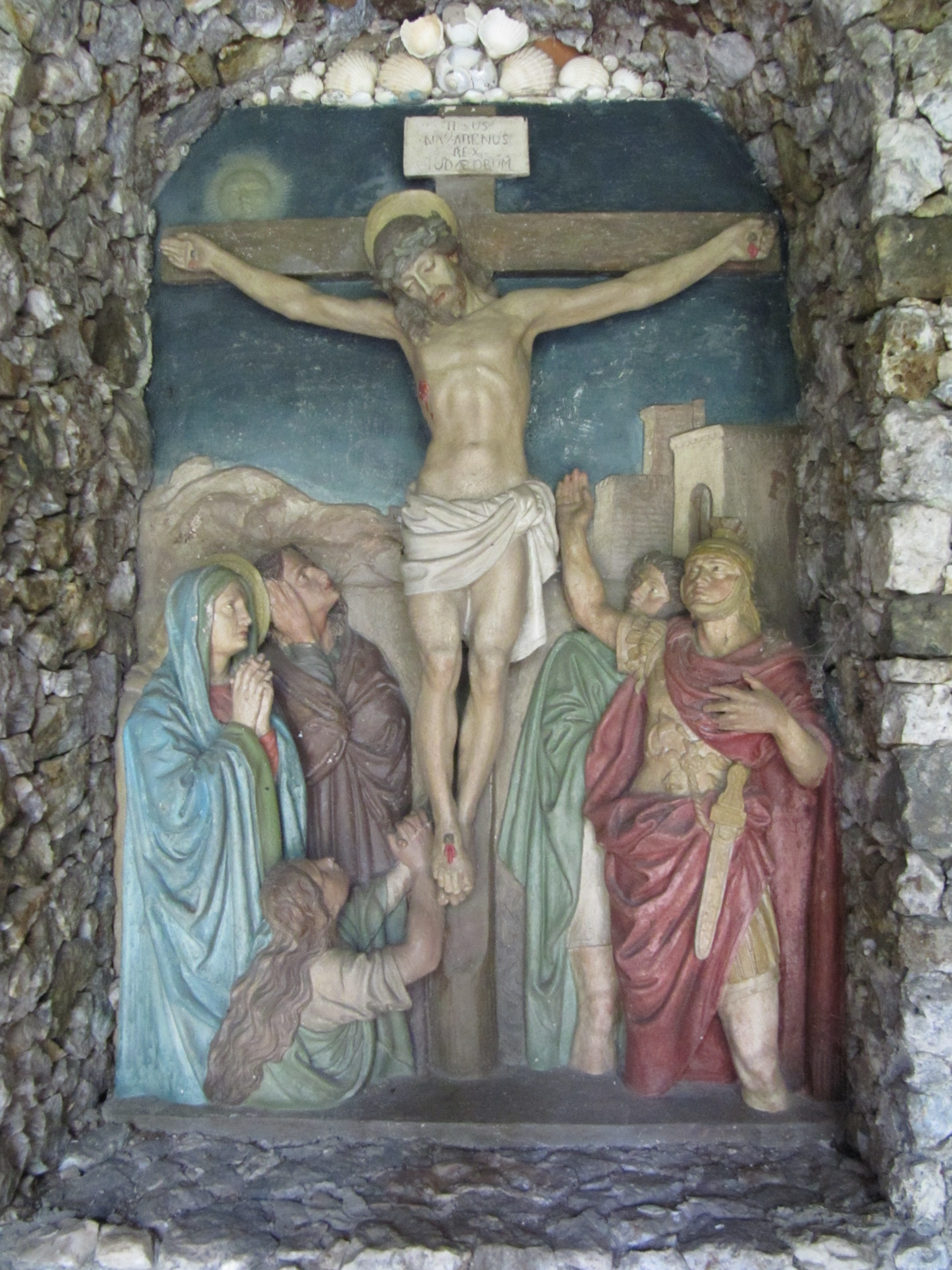
5. „Das Ausharren unter dem Kreuz“ (Joh 19,17–39 EU)
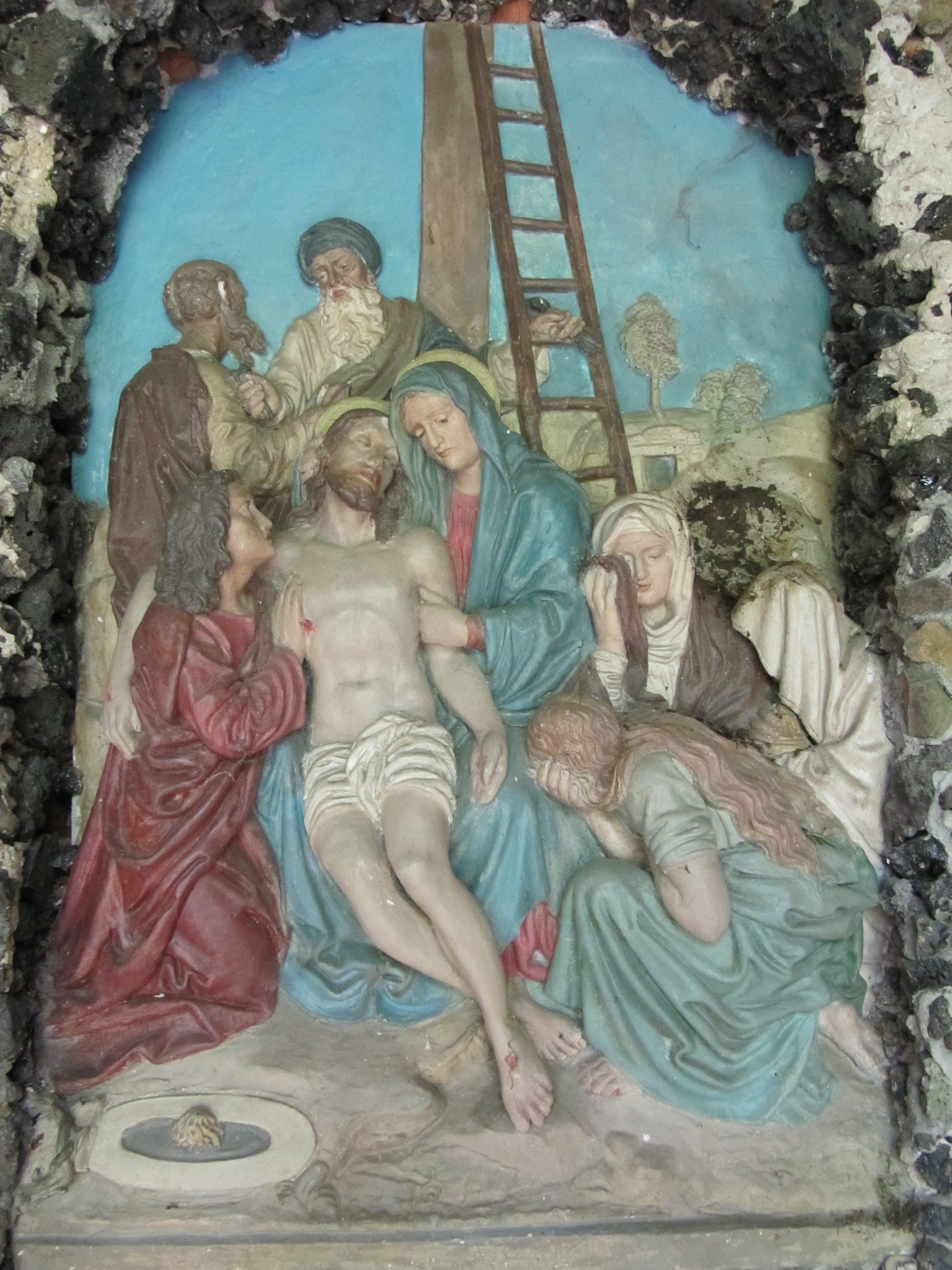
6. „Abnahme Jesu vom Kreuz“, „Umarmung des Leichnams Jesu“ (vgl. Beweinung Christi)
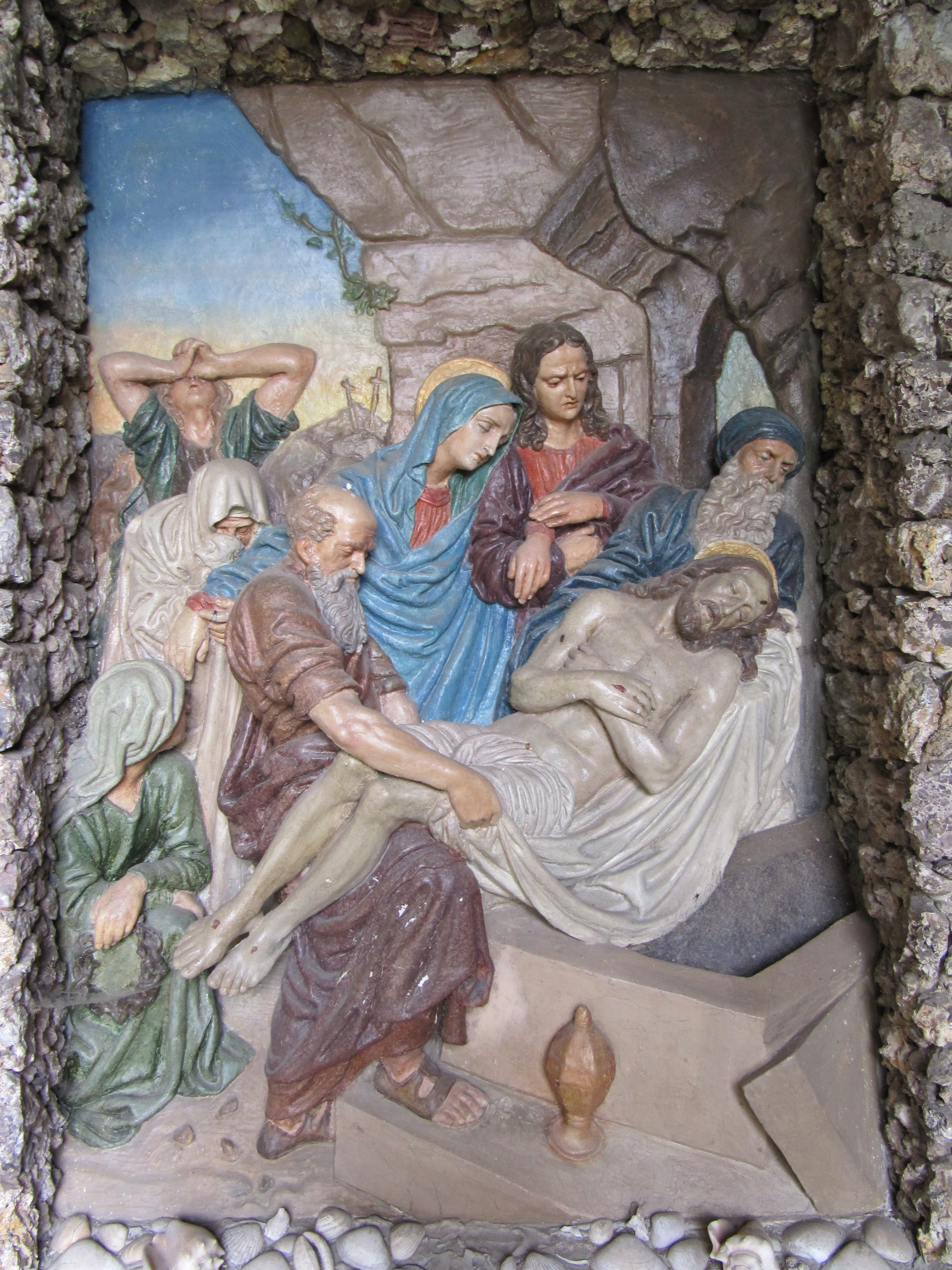
7. „Die Grablegung Jesu“ (Joh 19,40–42 EU)